# Germanicusbågen

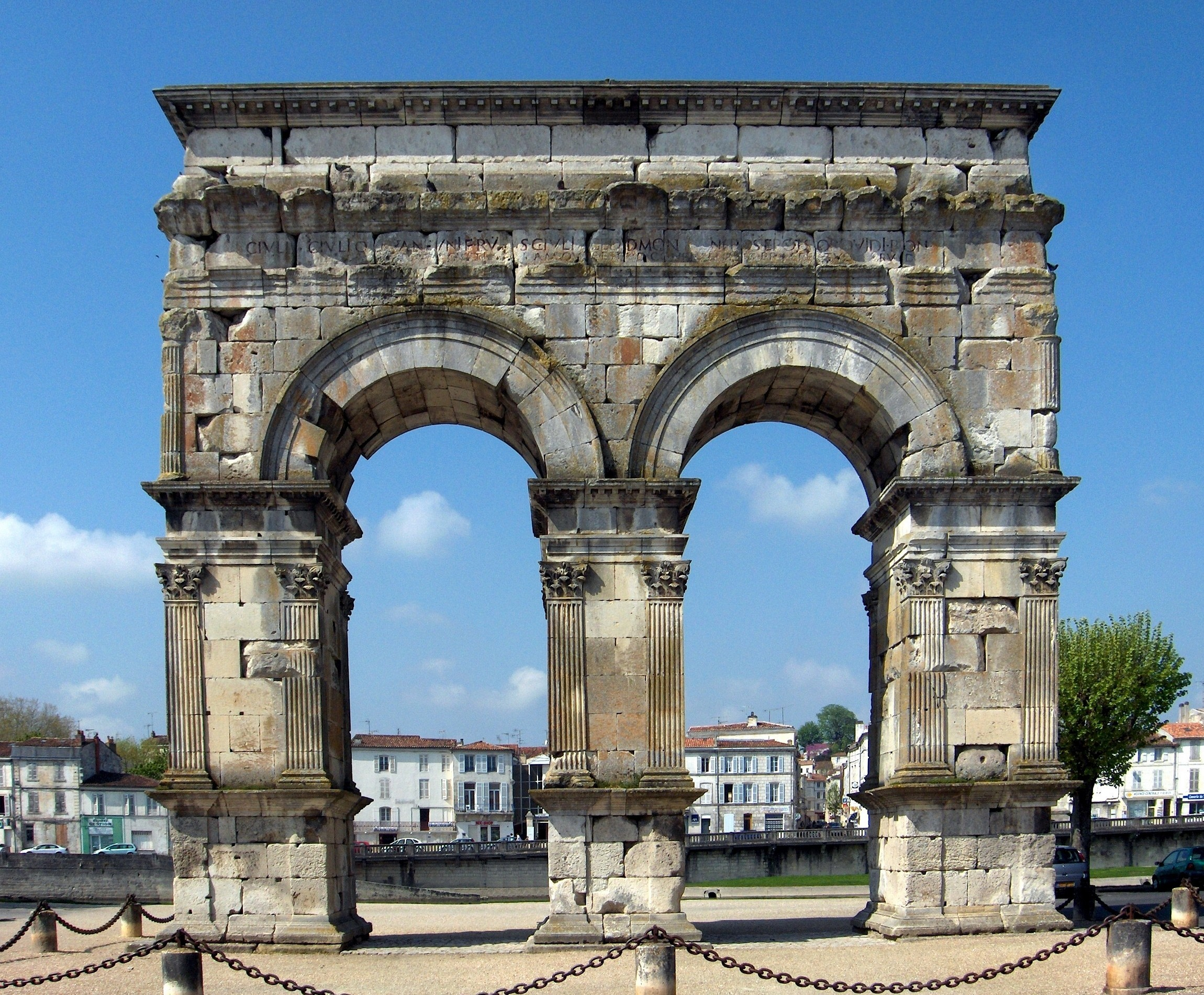
Germanicusbågen

Germanicusbågen (Arc de Germanicus) är en gammal romersk äreport i Saintes i Frankrike. Den byggdes år 18 eller 19 av en rik invånare i staden (då känd som Mediolanum Santonum), C. Julius Rufus, och tillägnades kejsar Tiberius och hans adoptivsöner  Drusus Caesar och Germanicus. Den har två valvbågar och var ursprungligen placerad över slutet av den romerska vägen från Lyon till Saintes. På förslag från Prosper Mérimée 1843 flyttades den femton meter i samband med arbete på kajen vid floden, och restaurerades 1851.

## Inskription

### Dedikation
Inskriften på attikan (CIL XIII, 1036 = Inscriptions Latines des Trois Gaules, 148) är hårt sliten på stället där kejsare Tiberius och hans brorson och adoptivson Drusus Caesar nämns. Dedikationen till hans andre brorson och adoptivson, Germanicus, är bättre bevarad och gör det möjligt att inte bara datera bågen till 18 eller 19 utan ger också bågen dess vanliga namn:
GERMANICO [CAESA]R[I] TI(berii) AUG(usti) F(ilio) 

DIVI AUG(usti) NEP(oti) DIVI IULI PRONEP(oti) [AUGU]RI

FLAM(ini) AUGUST(ali) CO(n)S(uli) II IMP(eratori) II

Till Ceasar Germanicus, son till Tiberius Augustus,
sonson till den heligförklarade Augustus, sonsonson till den heligförklarade Julius, augur,
flamen, augustales, konsul för andra gången, imperator för andra gången.

### Donator
Under dedikationen ger inskriptionen på entablementet namnet på bågens finansiär, C. Iulius Rufus och hans förfäder. Denna repeteras på alla fyra sidor av bågen.
C(aius) IULIUS C(ai) IULI CATUANEUNI F(ilius) RUFUS C(ai) Iul(i) AGEDOMOPATIS NEPOS EPOTSOROVIDI PRONEP(os) VOLT(inia) /

SACERDOS ROMAE ET AUGUSTI AD ARAM QUAE EST AD CONFLUENTEM PRAEFECTUS FABRUM D(e) S(ua) P(ecunia) F(ecit)

 

Caius Julius Rufus, son till Caius Julius Otuaneunus, sonson till Caius Julius Gedemo, sonsonson till Epotsovirid(i)us,
romersk och augustinerpräst vid Confluensaltaret, arbetsprefekt, skänkte[denna båge]

Svårigheterna med att tolka texten, som är kraftigt nött, har länge gjort att Catuaneunius har tolkats som namnet på Rufus far och Agedomopas som namnet på Rufus farfar. Fastställandet av denna text vittnar om Rufus aristokratiska medvetenhet och hans familjs långvariga närvaro i styret av staden. Julius Gedemo var den förste familjemedlemmen som fick romerskt medborgarskap, sannolikt från Julius Caesar (och tog hans namn som sitt eget) och antagligen under Gallerkrigen eller kort därefter. Rufus var den förste familjemedlemmen som tog ett fullständigt romerskt namn hellre än att behålla ett tredje namn med keltiskt ursprung, vilket visar den galliska adelns vilja till romanisering.
Denne framträdande gall, en tredje generationens romersk medborgare, var också känd som romersk präst och augustinerpräst genom hans dedikation som hittats på amfiteatern i Lugdunum (Lyon), här känd som Confluens.